# سقف الخدمة

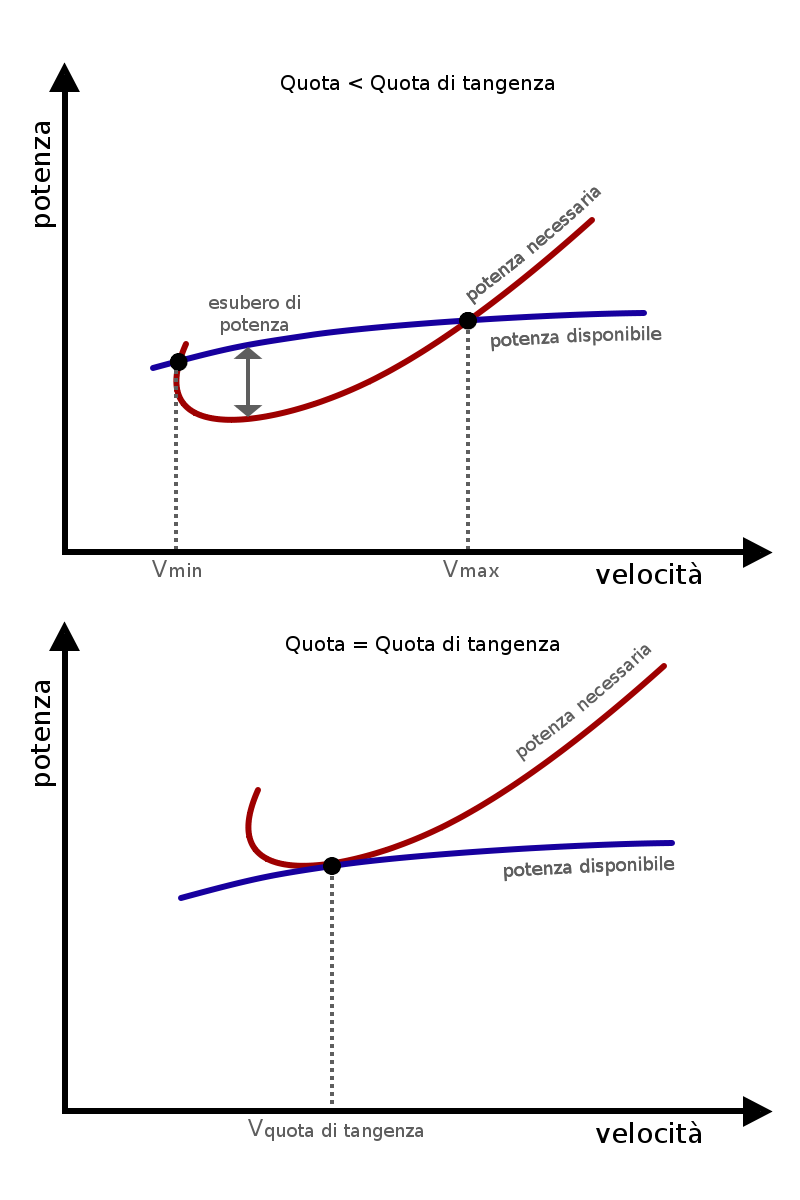

سقف الخدمة (بالإنجليزية: Service ceiling)‏ أو أقصى ارتفاع للطيران هو أقصى ارتفاع فوق مستوى سطح البحر الذي يمكن لطائرة عادية مع معدل حمولة عادي، تكون فيه غير قادر على تسلق ارتفاع أسرع من 100 قدم في الدقيقة الواحدة في ظل ظروف جوية قياسية.

## اقرأ أيضا
- سرعة جوية.
- السرعة الجوية الصحيحة.
- سرعة جوية مبينة.
- أجهزة قياس طيران.
- في سبييدس.